# エボシウズラ
エボシウズラ (烏帽子鶉、学名：Callipepla douglasii) は、キジ目キジ科に分類される鳥類の一種である。ハウズラ亜科（別名ナンベイウズラ亜科）に属する。別名ナガサカウズラともいう。

## 分布
メキシコのソノラ州からナヤリット州にかけて分布する。

## 形態
全長23-24cm。雄は体全体が褐色で、肩羽はより明るい褐色である。体の下面には白く丸い斑がある。顔は褐色の地に多数の白い斑が入る。冠羽は黄褐色でよく目立つ。雌は体全体が茶褐色で、冠羽は雄より短く黒みがかっている。嘴は黒色、脚は灰色である。

## 生態
藪や疎らに木がはえた林の中に生息する。

## 亜種
以下の5亜種に分類される。
- Callipepla douglasii bensoni
- Callipepla douglasii douglasii
- Callipepla douglasii languens
- Callipepla douglasii impedita
- Callipepla douglasii teres